# قصر المحنشة
قصر المحنشة أحد القصور المغربية العريقة في مدينة مكناس؛ شَيَّدَهُ السلطان إسماعيل العلوي داخل القصبة الإسماعيلية مُستَهلّ القرن الثامن عشر. يغلبُ عليه طابع العمارة العَسكَرِيَّةِ. أخذ شكلًا مستطيلًا يمتد على حوالي هكتار، ويحيط به سور متوج بممر من الجهة الجنوبية، وتقابلهُ ساحة المشور أمام الجدار الشرقي للقصر.